# 미국 육군 제병연합 센터
미국 육군 제병연합센터(United States Army Combined Arms Center (USACAC))은 캔자스주 포트 레번워스에 있는 미국 육군 훈련교리사령부의 센터로, 전문적인 군인 및 민간교육을 통해 지휘력을 발전시키고 감독하는 목적을 수행한다. 미국의 국토 각지에 퍼져있는 분과학교는 보병, 기갑과 같은 각 분야의 군사직업에 대한 훈련을 맡고 있다.

## 역사
이 센터는 1973년에 설립되었다. 육군지휘참모대학교의 교장인 존 H. 쿠시먼 소장인 센터장을 겸임하였고, 1976년 11월에 취임한 두번째 센터장인 존 R. 셔먼 3세부터 중장 계급의 장군이 센터장으로 임명되기 시작하였다. 센터장은 포트 레번워스의 최고선임자로서 통제권한을 가진다.
2015년 7월 7일에 육군지휘참모대학교과 준사관직업대학교, 육군관리참모대학교, 서반구안보협력대학원을 고등교육과정 기관을 통합한 육군대학이 설립되었다.

## 조직

### 예하
- 육군대학교
  - 지휘참모대학교 (CGSC)
    - 지휘참모학교 (CGSS)
    - 고급군사연구학교
    - 지휘준비학교
    - 원사사관학교 (USASMA)

  - 서반구안보협력대학원 (WHINSEC)
  - 준사관직업대학교 (WOCC)
  - 육군관리참모대학교 (AMSC)
  - TRADOC 문화원
  - SHARP 아카데미
- 제병연합훈련소 (CAC-T)
- 국방어학원 외국어센터 (DLIFLC)

### 분과학교
- 항공CoE (항공학교)
- 사이버CoE (사이버학교 / 통신학교)
- 화력CoE (야전포병학교 / 방공포병학교)
- 첩보CoE (첩보학교)
- 기동CoE (보병학교 / 기갑학교)
- 기동지원CoE (CBRN학교 / 공병학교 / 군사경찰학교)
- 의무CoE (의무부 학교 / 항공의료학교)
- 임무지휘 CoE (MCCoE)
- 지원CoE (병기학교 / 수송학교 / 병참학교 / 장병지원대학원)
- NCO 리더쉽CoE

## 참고
1. ↑  “The Army Establishes The Army University”. Combined Arms Center Public Affaris Office. 2021년 2월 2일에 확인함.
2. ↑  “The Army University Structure” (PDF) (영어). The Army University Public Affaris. 2021년 2월 1일에 확인함.
3. ↑  “The Army University White Paper” (PDF) (영어). The Army University Public Affaris. 2015년 2월 25일: 8. 2021년 2월 2일에 확인함.